# Pradel Pompilus
Pierre Jérôme Pradel Pompilus (1914-2000) est un enseignant, grammairien, linguiste, écrivain haïtien et défenseur à la fois du créole haïtien et de la langue française au sein de la Francophonie.

## Biographie
Pradel Pompilus est né le 5 août 1914 dans la ville de Arcahaie située dans la baie de Port-au-Prince. Après des études secondaires, Pradel Pompilus étudie le droit et devient diplômé de la licence de droit en 1936 à Port-au_Prince. La même année, il devient professeur de français et de latin dans les lycées Alexandre Pétion, et Toussaint Louverture de Port-au-Prince et au Centre d'Études Secondaires dont il est un membre fondateur .
Après la Seconde Guerre mondiale, Pradel Pompilus obtient une bourse pour aller étudier à Paris le français et les sciences sociales à la Sorbonne de 1945 à 1947. Il reçoit le diplôme de licence lettres classiques et enseigna ainsi le latin et le grec ancien.
En 1950, il est nommé sous-secrétaire d'État à l'Éducation nationale d'Haïti sous la junte militaire de Franck Lavaud, Paul Magloire et Antoine Levelt.
Dans les années 1950, il dirige l'École normale supérieure de Port-au-Prince pendant huit années.
En 1955, il publie un ouvrage intitulé Pages de littérature haïtienne.
En 1957, il retourne à Paris préparer le doctorat de français à la Sorbonne. Sa thèse porte sur le « haïtianisme » sous le titre de La langue française en Haïti et est publié à Paris à l'Institut des hautes études d'Amérique latine en 1961. Il est diplômé docteur ès lettres.
En 1958, il publie un Lexique créole-français, thèse complémentaire, aux éditions Université de Paris. Il participe avec son ami linguiste Pierre Vernet à la sensibilisation de la population haïtienne à l'importance du créole comme patrimoine linguistique national.
En 1961, il participe à la reconnaissance officielle du créole haïtien comme seconde langue officielle d'Haïti.
Dans les années 1960, il est nommé professeur à l'université d'État d'Haïti, comme enseignant de littérature française et spécialiste de Pierre Corneille, Jean Racine, Molière, Voltaire et Victor Hugo. Il dirige le département de linguistique, de latin et de littérature à l'université.
Dans les années 1970, il publie plusieurs ouvrages consacrés au créole. Spécialiste en linguistique comparée (créole/français), il contribue à l'étude comparée du français et du créole. Pradel Pompilus déclare à ce sujet : « Le créole représente à mes yeux plus qu'un simple procédé pédagogique, mais un moyen d'opérer la réconciliation avec nous-mêmes, susciter le respect de nous-mêmes, gage du respect des autres… Ce que je défends dans ce livre, c'est, au-delà un vrai bilinguisme, l'unité et la solidarité nationale sans quoi il n'y a pas de vrai développement »."

L Il est à souligner que Pradel Pompilus a contribué de manière exemplaire et enrichissante en collaboration avec son ami F. Raphaël Berrou une oeuvre de qualité sur l'histoire de de la littérature en 1975. Ce texte dès son début jette les bases, répond à des questions pertinentes que sur l'existence de la littérature haïtienne,ses caractéristiques, et surtout ce qui la diffère de la littérature française puisque certains critiques littéraires avancent que la littérature haïtienne est aussi fille de la littérature française.e 7 octobre 1985, débute une « Semaine linguistique » qui rend hommage à Pradel Pompilus.
Pradel Pompilus est un défenseur à la fois du créole haïtien en tant que patrimoine linguistique national et un défenseur de la langue française en tant que patrimoine littéraire et moyen de communication internationale à travers la Francophonie.
Pradel Pompilus meurt le 27 février 2000.

## Œuvres
- Pages de littérature haïtienne, Imprimerie Théodore, Port-au-Prince : 1955
- Lexique créole-français, thèse complémentaire, Université de Paris : 1958
- Contribution à l'étude comparée du français et du créole: Volume I, phonologie et lexique ; Volume II, morphosyntaxe, Éditions Caribéennes, Port-au-Prince: Vol. 1 : 1973 et Vol. 2 : 1976
- (en collab. avec Raphaël Berrou), Histoire de la littérature haïtienne illustrée par les textes, Éditions Caraïbes, Port-au-Prince, Volumes 1 et 2 : 1975 et Volume 3 : 1977
- La langue française en Haïti, Éditions Fardin, Port-au-Prince : 1981
- Manuel d'initiation à l'étude du créole, Éditions Impressions magiques, Port-au-Prince: 1983
- Le problème linguistique haïtien, Éditions Fardin, Port-au-Prince : 1985
- Anthologie des Grands auteurs, ouvrage posthume rédigé entre 1996 et 1999[6]
- Florilège pour la femme et la mère[1995]comme ėditeur scientifique [1914-2000]
- Histoire de la littėrature haïtiene 3[1977]comme ėditeur scientifique [1914-2000]